# كانيتو بافيسي (بافيا)
كانيتو بافيسي (بالإيطالية: Canneto Pavese)‏ هي بلدة تقع في مقاطعة بافيا بإقليم لومبارديا في شمال إيطاليا. تبلغ مساحة هذه المدينة 5.8 (كم²)، وترتفع عن سطح البحر م، بلغ عدد سكانها 1428 نسمة في عام 2004 حسب إحصاء المعهد الوطني للإحصاء.

## السكان
في سنة 1861 بلغ عدد السكان 2٬525 نسمة، وتطور العدد ليصل في سنة 2011 لـ 1٬423 نسمة.
يظهر هذا المخطط البياني تطور النمو السكاني لـ كانيتو بافيسي (بافيا)

## وصلات خارجية
- الموقع الرسمي